# 查爾斯·雷尼·麥金托什
查爾斯·雷尼·麥金托什（Charles Rennie Mackintosh，1868年6月7日—1928年12月10日），蘇格蘭籍建築師。他的作品屬於工藝美術運動風格，也是英國新藝術運動的主要倡導者。對於歐洲設計有著重要的影響。

## 生平
查爾斯·雷尼·麥金托什在1868年6月7日生於格拉斯哥，是威廉·麥金托什及瑪格麗特·麥金托什家裡十一個小孩的第四個，也是次子。年輕的查爾斯在雷德公共學校與艾蘭格倫學院求學。 在1890年，麥金托什透過提出「古典建築風格的推進結合湯姆森作品的建築概念」論文得到亞歷山大·湯姆森的旅遊獎學金。回到格拉斯哥後，他任職 Honeyman and Keppie 建築事務所，開始在1899年著手第一個大建築項目：格拉斯哥先驅報大樓。
麥金托什在格拉斯哥藝術學校認識同輩藝術家瑪格麗特·麥克唐納。同為知名的「四人組」協作成員，兩人在1902年結婚。在作出一些成功的建築設計之後，麥金托什於1907年成為 Honeyman and Keppie 建築事務所的一員。在執業期間，麥金托什精進他的建築風格。在1909年，他著手設計蘇格蘭街頭學校 (Scotland Street School)，這是麥金托什最後的大型建築作品。當經濟困難造成多數建築計畫休止時，他從 Honeyman and Keppie 辭職，並開啟自有的事業。因為自有事業也難以運作，麥金托什和妻子決定去薩福克放長假。他旅居薩福克時，畫了許多花卉水彩畫。一年後麥金托什搬家至倫敦，查爾斯繼續創作繪畫以及紡織品設計。在1916年，麥金托什收到重新設計 W.J. Bassett-Lowke 住居的委託，這是他最後一項建築與室內設計的案件。
由於財務拮据，麥金托什在1925年搬家至法國南部東庇里牛斯省的凡德雷港，這個地中海沿岸的城市氣候溫暖，生活費用也較低。在生涯的平靜階段，麥金托什作出一本以建築與景觀為主題的大型水彩繪畫畫冊。麥金托什在法國居住兩年，後來迫於疾病返回倫敦。
在1927當年，麥金托什被診斷出咽喉以及舌癌。在療養期間有一段短暫康復期，他出院在家休養幾個月。之後麥金托什被送往一家療養院，並於1928年12月10日去世。

## 設計的影響
麥金托什的生涯絕大多數都在格拉斯哥渡過。處在工業革命背景之下的克萊德河岸，是世界上其中一個重工業及造船業核心。由於「飛躍的北方之都」持續發展繁榮，消費品及藝術的大量需求必須更快得到滿足。大量生產並規格化的工業製品開始普及。隨著工業革命，亞洲風格以及現代主義也影響麥金托什的設計。當日本原本的孤立主義政治放寬，他們開始進展全球化，並讓日本知名的特色影響全世界。格拉斯哥與東方國家的關係變得特別密切，克萊德河的造船廠開放日本海軍與受訓工程師參訪學習。日本風格的設計開始容易親近，並變得遠近馳名。事實上日式設計是如此廣受歡迎，所以西方藝術家持續地使用並重製它。西方世界對於日本藝術的流行與熱衷創造新的名詞：日本主義（Japonisme）。
日本主義的風格受到麥金托什的稱許，因為風格內涵收斂、節儉而非炫耀、積累；講求簡單形式及自然材料而非精巧及細工；表現紋理和光影而非花樣和裝飾。在舊式的西方家具，裝飾被認定是家主人財富的象徵，也顯示家具本身的價值，因為裝飾相當花費時間。在日本風格的家具與設計著重於「真空妙有」，從內在喚出平靜及有機的質感。
同時關注創造功能和實用的設計哲學在開始盛行於整個歐洲，也就是所謂的：「現代主義」。現代主義的主要概念是發展創新的理念及新技術：淘汰歷史傳統，致力現在及未來的設計。重裝飾的傳統風格被屏棄。儘管麥金托什以現代主義「先鋒」而廣眾所知，他的設計實際上已遠離現代主義之中嚴酷的功利論。他從人們的需要著想：不是廣大群眾，而是厭煩生活既定的機械用具，轉而尋求生活藝術的個體。麥金托什的靈感來自他的蘇格蘭文化，並混合新藝術運動的繁盛以及日本藝術的簡單形式。
在建築執業期間，麥金托什創立自己的風格：對比強烈的直角以及取材自花卉，帶有細緻曲線的裝飾圖案，如傳統蘇格蘭建築上的麥金托什玫瑰裝飾。為麥金托什建立國際聲譽的專案則是格拉斯哥藝術學校。在進行格拉斯哥藝術學校專案的初期，麥金托什也完成位於格拉斯哥 Maryhill 的女王十字教堂的項目。這被認為是建築師最神秘的項目。這是唯一由格拉斯哥本土藝術家設計的教堂，且現在是查爾斯·雷尼·麥金托什協會的總部。和同時代的法蘭克·洛伊德·賴特相同，麥金托什的建築設計通常包括大量的規範的細節、裝飾及修整。大多數的細節以及重要設計是由其妻，也是在格拉斯哥藝術學校的同輩，瑪格麗特·麥克唐納所構圖及潤飾。他的作品在 1900 年的維也納分離派展覽中展示。麥金托什的建築設計生涯相對來說較短，卻非常有質量及影響力。他接任的重大委託都是在1896至1906年間，他在這期間設計私人住宅、商業建築、室內裝修及教堂等不同專案。
- 皇家高地步兵團博物館，格拉斯哥
- 前每日記事報公司，格拉斯哥
- 前格拉斯哥先驅報公司，Mitchell 街。現在改裝為建築設計展覽空間「光房」。

- 德恩蓋特 78 號，北安普敦（Wenman Joseph Bassett-Lowke 委託的室內設計及改建項目）

- 5 The Drive, 北安普敦 （Bassett-Lowke 之妹夫）

### 未建造設計
雖然在蘇格蘭稍有名氣，但麥金托什最抱雄心的設計並未建設。他為 1901 年的格拉斯哥國際博覽會設計的各種建築物並沒有建造，同年 "Haus eines Kunstfreundes" （藝術人之家）的計畫也流標。他參加 1903 年利物浦座堂的設計競賽，但最後輸給贾莱斯·吉尔伯特·斯科特。
藝術人之家是在麥金托什去世後才建成。建築師留下許多未實踐的設計：
- 鐵路總站，

- 音樂廳，

- 第二演藝廳

- 酒吧和餐廳，

- 展覽館

- 科學與藝術博物館

- 聚會所

- 利物浦座堂 -英國聖公會大教堂參賽

雖然麥金托什的建築產量相當少，他對歐洲的設計影響重大，尤其流行於奧地利和德國。麥金托什的作品在1900年的維也納分離派展覽得到很高的評價。麥金托什的設計影響也在布達佩斯、慕尼黑、德累斯頓、威尼斯和莫斯科呈現。

## 設計及繪畫作品

### 「四人組」
麥金托什在格拉斯哥藝術學校是就讀夜校，並在就讀期間認識他未來的妻子瑪德麗特·麥克唐納、其妹法蘭西斯·麥克唐納，以及賀伯特·麥克奈爾，也是 Honeyman and Keppie 建築事務所的同系學徒。麥克奈爾之後與法蘭西斯結為連理。這位夥伴後來被稱為「四人」協作組，是格拉斯哥門系的核心。
這組藝術家在格拉斯哥、倫敦、維也納參展，重大影響1900左右的維也納新藝術運動（又稱「Sezessionstil」）。麥金托什還曾作過室內設計、家具、紡織品和金工。這些作品大部分是結合麥金托什直線的設計風格及其妻的流線花卉風格。
在後期的生涯，麥金托什因為在建築工作方面碰壁，在薩福克郡居住期間轉向於水彩畫作。他的畫作主要是在名景以及花卉研究（經常和瑪格麗特合作）。在1923年，他已經完全放棄了建築設計，搬至法國南部，與瑪格麗特專心作水彩畫。他對人為及自然景觀間的關係深感興趣，因此繪畫許多所居住的凡德雷港附近的景觀。

## 回顧

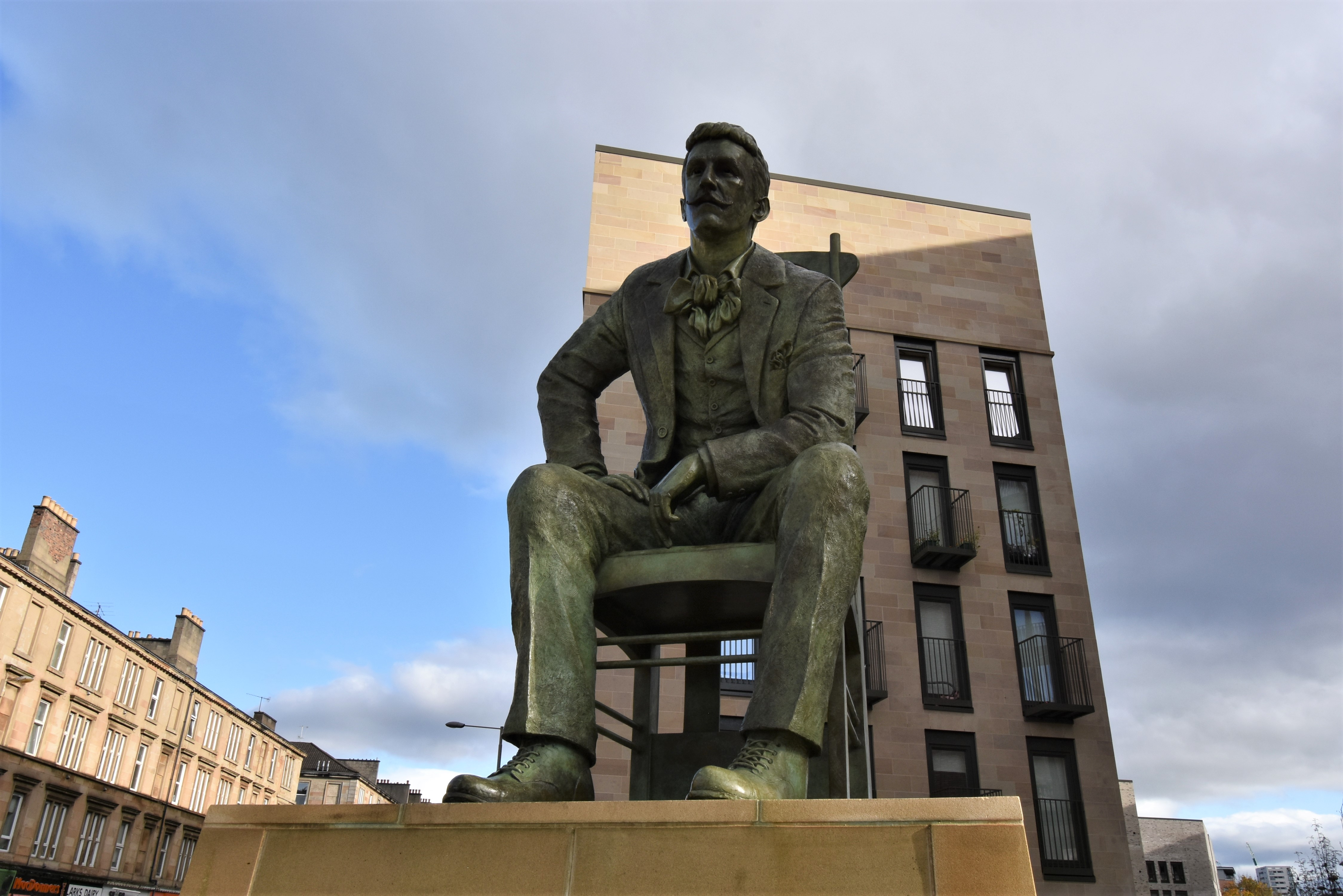
查尔斯·雷尼·麦金托什的雕塑

麥金托什的設計在去世後數十年開始盛行。他設計的藝術人之家終於在1996年於格拉斯哥的貝拉荷斯頓公園（Bellahouston Park）建立，而格拉斯哥大學（藏有他多數的水彩畫作）重建麥金托什設計的排屋，並裝置他和瑪格麗特的作品。格拉斯哥藝術學校的主建築（現今改名為「麥金托什樓」）是建築評論家經常參考的英國優秀建築典範。查爾斯·雷尼·麥金托什協會試著推廣對於這位重要建築師、藝術家及設計師的認識。重新發現麥金托什為一設計典範的契機則是格拉斯哥被選為1990年的歐洲文化之都，設展麥金托什的藝術作品長達一年。通過進一步推行展覽以及許多說明他的生活與工作的書籍和紀錄，麥金托什漸漸成為經久不衰的經典藝術代表。大眾對麥金托什的興趣已經促進建築作品的整修以及開放至社會大眾，如格拉斯哥的柳茶室和北安普敦的德恩蓋特。
紐約的大都會藝術博物館在1996年11月21日至1997年2月16日期間舉行一次麥金托什作品的回顧展。這個展覽結合講座和一場學者研討會，與會者包括任職杭特里安畫廊（Hunterian Art Gallery）的 Pamela Robertson，同樣在格拉斯哥經營畫廊的 Roger Billcliffe，以及建築師 J. Stewart Johnson。另外還有放映描述麥金托什的紀錄片。
克萊德斯戴爾銀行（Clydesdale Bank） 在 2009 年發行新鈔票，將麥金托什作為該銀行發行的 100 英鎊紙幣的主題以資紀念。

## 圖像

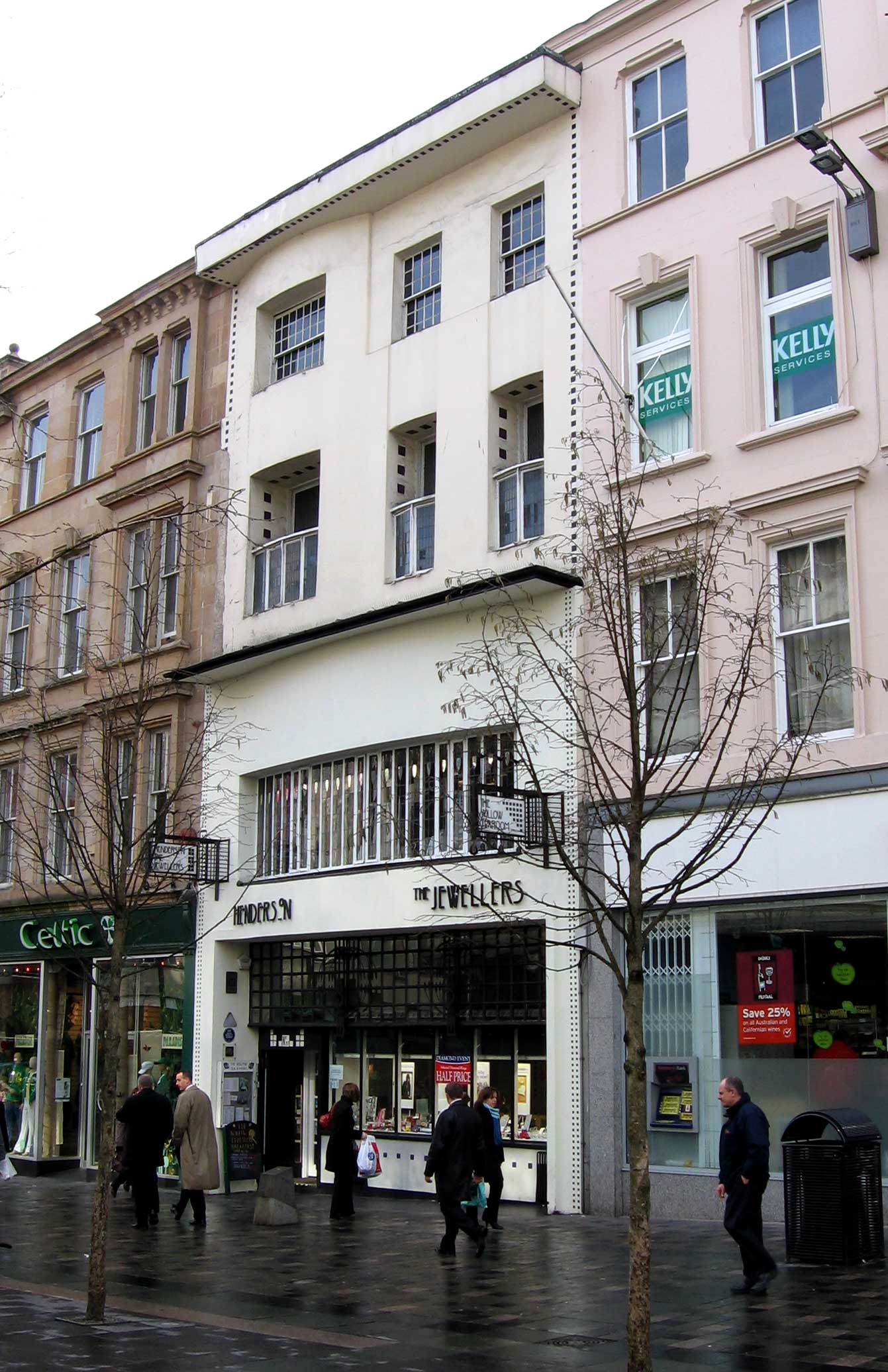
格拉斯哥 Sauchiehall
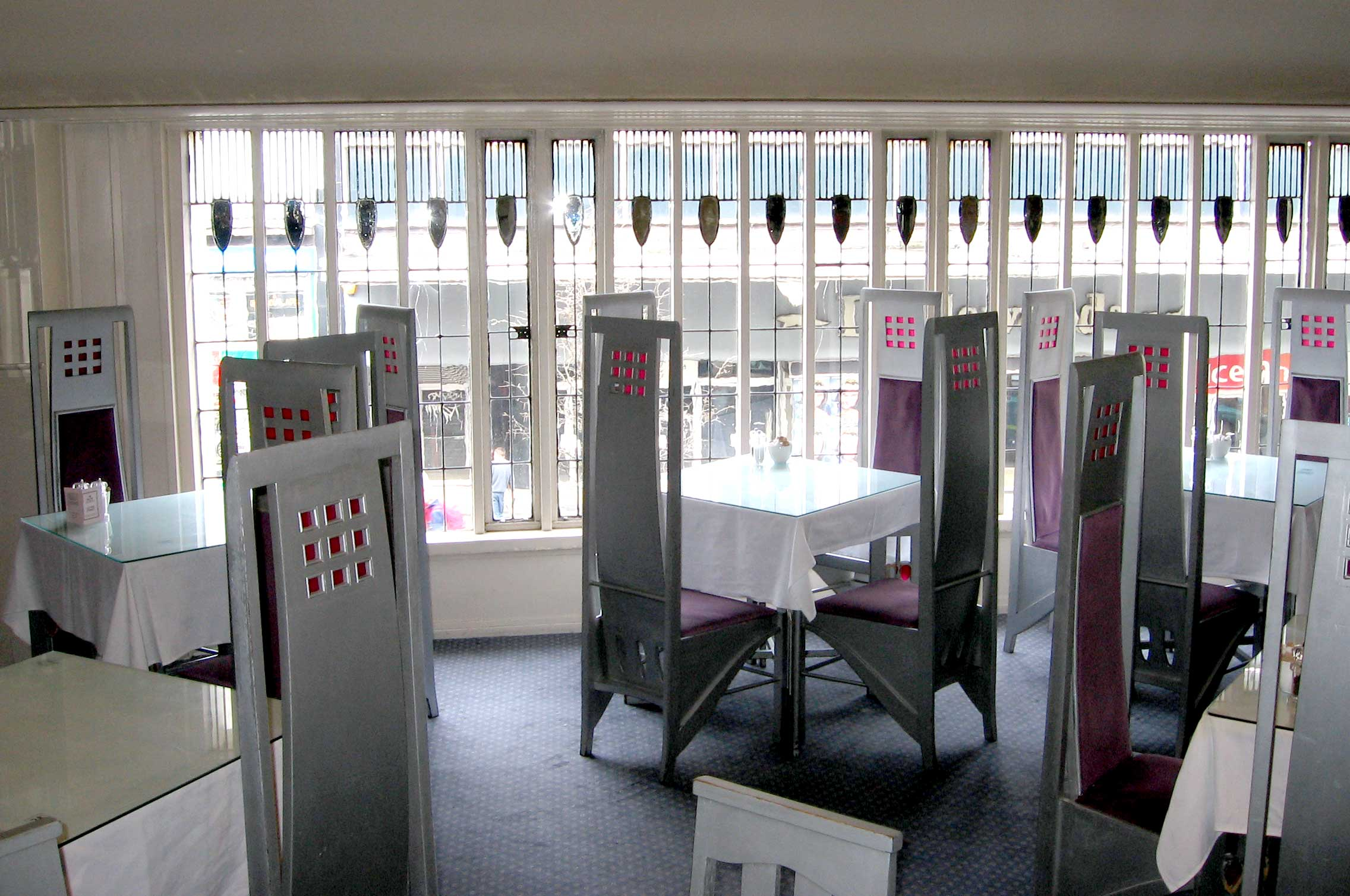
柳茶室中「氣派的房間」 （The Room de Luxe），顯現麥金托什和瑪格麗特·麥克唐納的室內及家具設計。
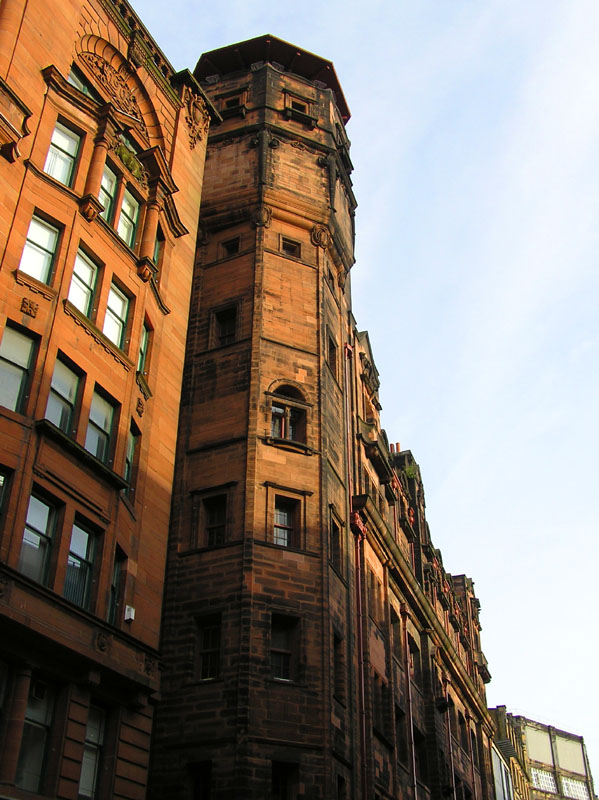
「光房」，前格拉斯哥先驅報大樓
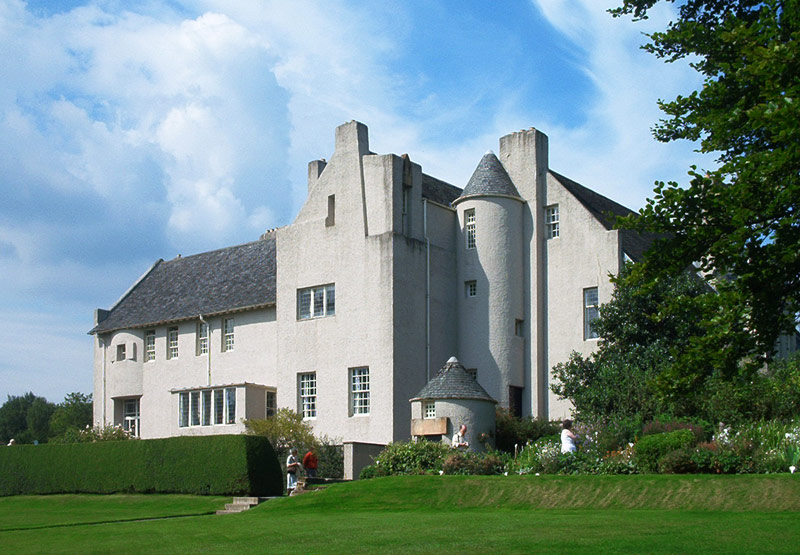
「丘陵房屋」，位於海倫斯博格（Helensburgh）
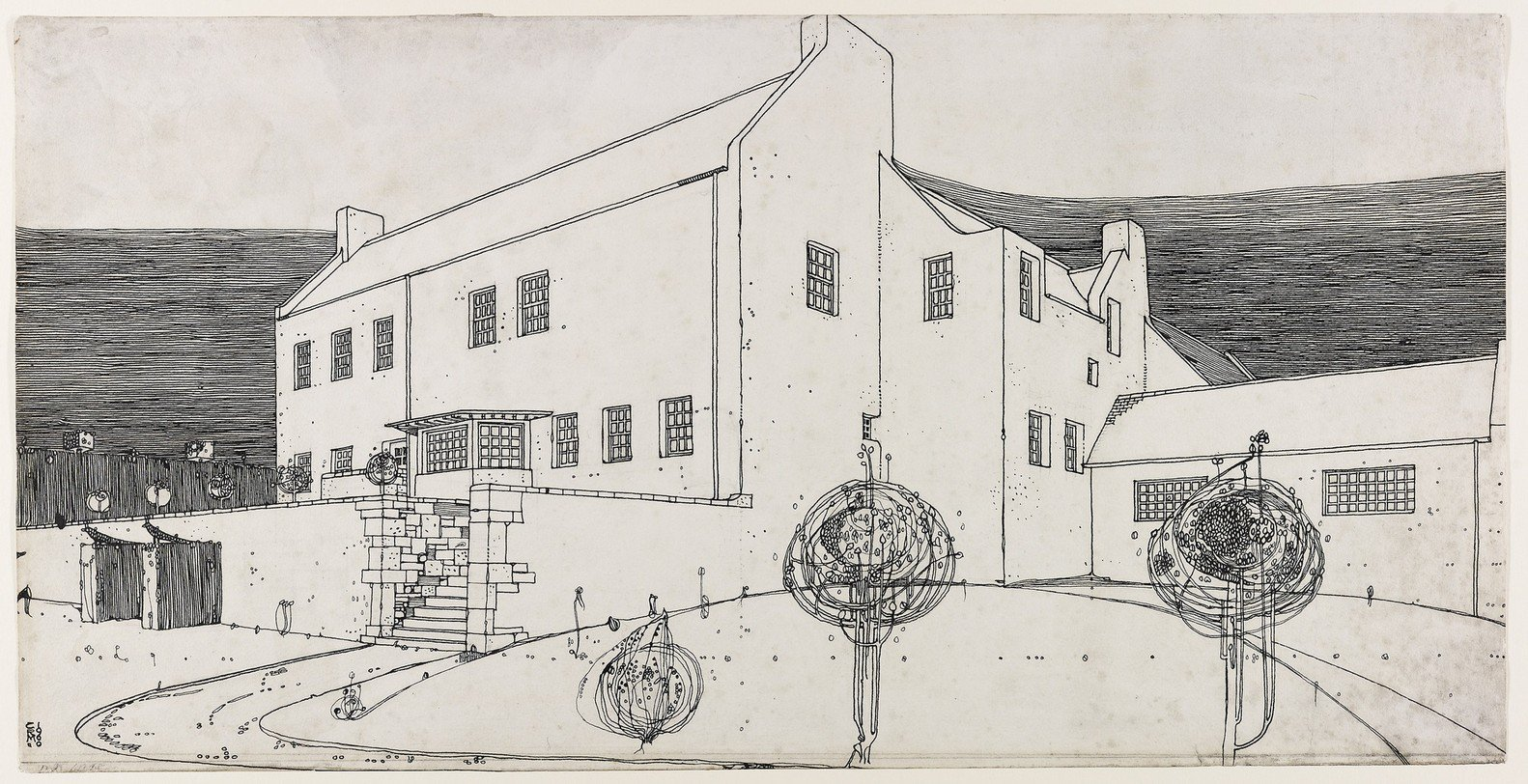
「微風山丘」，位於克瑪科姆（Kilmacolm）
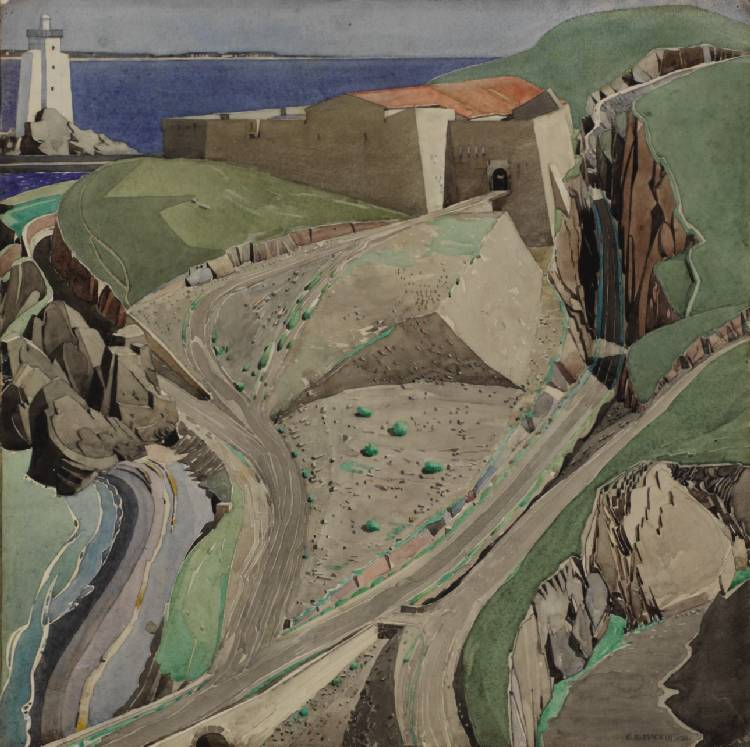
水彩繪畫「城堡」，1925-1926。馬伊堡是廢棄的十六世紀防禦工事，在凡德雷港的郊外。
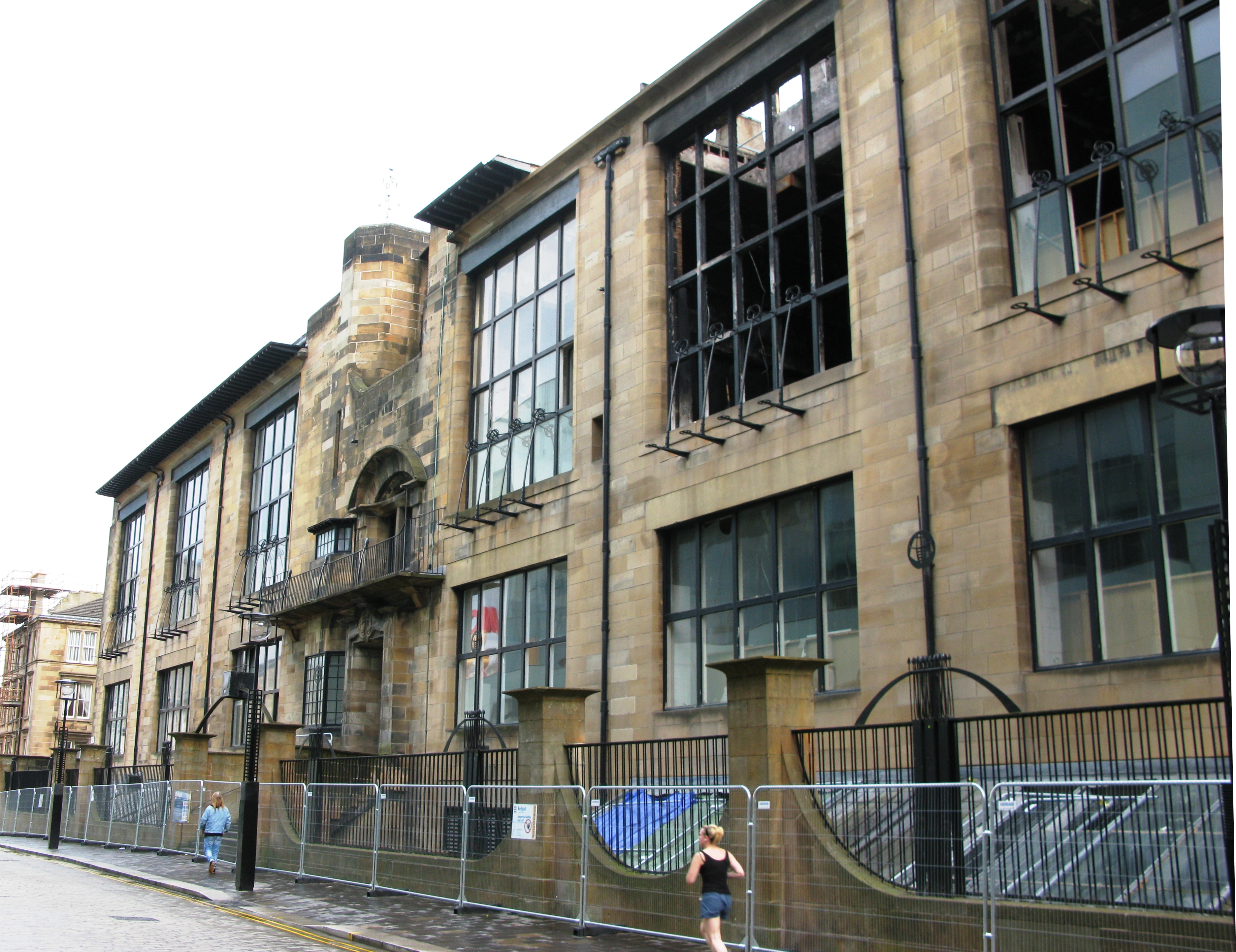
格拉斯哥藝術學校主建築的正（北）面。位於格拉斯哥加內特希爾（Garnethill）的聯福街（Renfrew Street）上。

## 延伸閱讀
- David Stark Charles Rennie Mackintosh and Co. 1854 to 2004 (2004) ISBN 1-84033-323-5
- Tamsin Pickeral; Mackintosh Flame Tree Publishing London 2005 ISBN 1-84451-258-4
- Alan Crawford Charles Rennie Mackintosh (Thames & Hudson)
- John McKean Charles Rennie Mackintosh, Architect, Artist, Icon (Lomond, 2000 second edition 2001) ISBN 0947782087
- David Brett Charles Rennie Mackintosh: The Poetics of Workmanship (1992)
- Timothy Neat Part Seen Part Imagined (1994)
- John McKean Charles Rennie Mackintosh Pocket Guide (Colin Baxter, 1998 and updated editions to 2010)
- ed. Wendy Kaplan Charles Rennie Mackintosh (Abbeville Press 1996)
- John McKean, "Glasgow: from 'Universal' to 'Regionalist' City and beyond - from Thomson to Mackintosh", in Sources of Regionalism in 19th Century Architecture, Art and Literature, ed. van Santvoort, Verschaffel and De Meyer, (Leuven, 2008)
- Fanny Blake" Essential Charles rennie Macintosh

## 外部連結
- Charles Rennie Mackintosh Society, Glasgow, Scotland （页面存档备份，存于）
- Unbuilt Mackintosh Models and Designs
- Charles Rennie Mackintosh – Glasgow Buildings （页面存档备份，存于）
- The Hunterian Museum & Art Gallery: The Mackintosh House （页面存档备份，存于）
- The Hunterian Museum & Art Gallery: The Mackintosh Collection
- paintings by Charles Rennie Mackintosh at the WikiGallery.org （页面存档备份，存于）